# دی‌متیل‌گلیوکسیم
دی‌متیل‌گلیوکسیم (به انگلیسی: Dimethylglyoxime) یک ترکیب شیمیایی است. شکل ظاهری این ترکیب، پودر سفید است.

## لیگاند اختصاصی نیکل
این ترکیب شیمیایی، تنها با نیکل پیوند می‌دهد و اصطلاحاً آن را لیگاند اختصاصی نیکل می‌نامند.
در واقع، DMG یک لیگاندِ specific است.